# タニストリー
タニストリー（Tanistry）は、ケルト文化圏の王位・族長位継承制度である。

## 概要
ゲール語のTáinsteは「第2の王」をあらわし、選定によって後継者となった者をタニスト（Tanist）とよぶ。後継者の選定は、王の存命中に行われる点が特徴的であるが、このことが王の暗殺など「副作用」ももたらした。タニストリーはアイルランド・スコットランド・マン島などで世俗権力継承の慣習となり、現在はアイルランドの首相・副首相にその名を残している。

## 起源と歴史
タニストリーの起源はアイルランドの英雄コーマック・マク・アートの時代（3世紀）まで遡ることができる。アイルランドに文字文化が興った初期には、すでにタニストリーに関する記述がみられ、それ以前から類似する伝統があったと考えられている。ロイダムナ（Roydammna）とよばれる次期王位・族長後継候補の中から、その王国・部族の男子構成員が合議のうえ、次期後継者を決定した。コーマック・マク・アートの時代の記述には、コーマックの死後、彼の長子がタニストであり王になると記されている。
古代・中世アイルランドのほとんどの諸王国でタニストリーに則って王位が継承され、これは17世紀ごろまでほぼ変わらない状態で続いた。近世に入ってイングランドのアイルランド・スコットランド支配が強まると次第に影をひそめていったが、1840年代まで生き残った。20世紀にタニストリーは、氏族の伝統を守り、絆を深めるために復活した。

## 候補と選定
在位中の王が成年になるとタニストの選定が行われた。在位時に成年に達している場合、即位の直後にタニスト選定会議が開かれた。タニストは、その資格がある者（ロイダムナ）のうち能力が最も秀で、欠点・汚点のない者が家臣団による投票と合議によって選ばれた。さらにその会議ではタニストに次ぐ者、いわゆる第2位王位継承権者も選定された。大抵は王の第1子がタニストに選ばれたが、これは長子相続制に近いものであった。但し、原則と合議・合意に基づいて家臣が次代の王を決する点が異なっている。

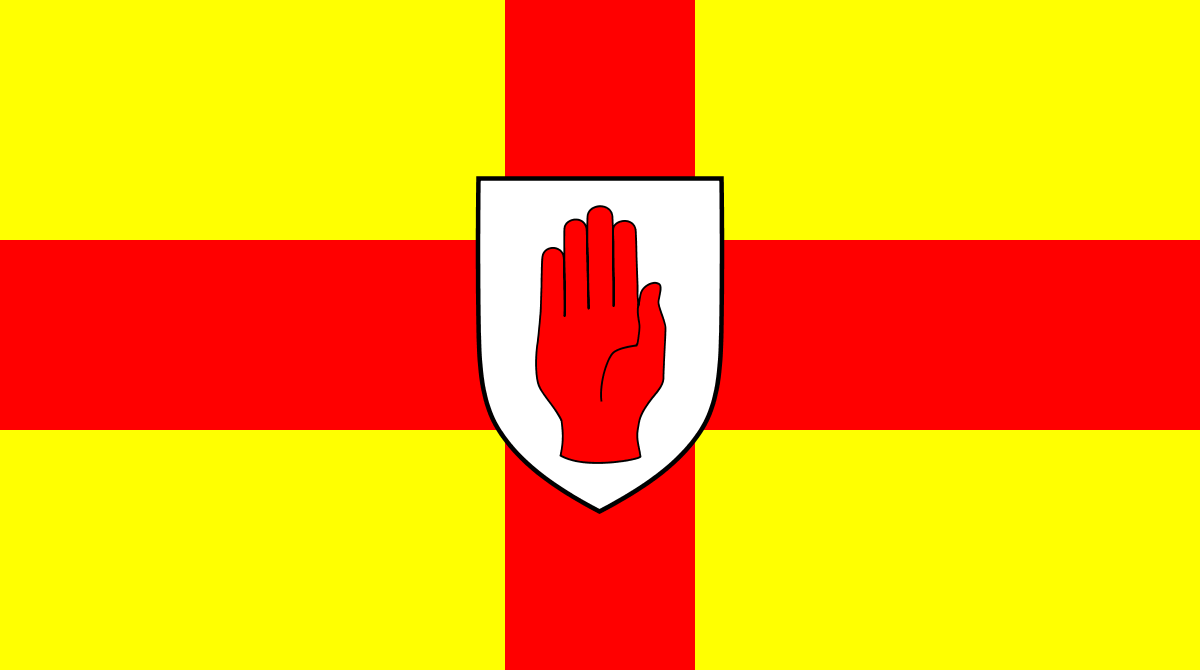
アルスターの旗。中央の手はレッド・ハンド（別名ブラッディ・ハンド）とよばれるアルスターの紋章

ロイダムナの資格があるのは、在位中の王から8親等以内の、共通の曽祖父または高曽祖父をもつ者とされ、男系継承が一般的であった。この伝統はアイルランドのオニールの末裔とともにがスコットランド・マン島などに広がり、多くの氏族・部族の紋章には当時のアイルランド王家の名残りを残している。その代表的なものがレッド・ハンドである。レッド・ハンドの指の本数は王家から何世代下ったかを現している。この紋章はまた、王から離れすぎた親等の者をロイダムナから排除して家臣とする機能も有していた。ロイダムナが増えすぎるとタニスト選定の際に合意をえることが難しく、謀略や内戦にいたる例も少なくなかったためである。実際に12世紀、上王タラフ・オコノルの後継候補をめぐって内戦が起こった。

### 例外的制度
平均寿命が短く、王やタニストが成年に達しない中世には、しばしば分家などへのタニストの交替が行われた。例外的な「規定」ではあったが、これによって万世一系の血筋を守ることができた。この例外規定が適用された著名な例はロバート・ドゥ・ブルースのスコットランド王位継承の主張である。ロバートは候補のうちの最年長ではなかったが、この交替によってロバートは正統なロイダムナと認められ、イングランドの支配やスコットランド独立戦争で混乱する中、王位継承権争いの有力者となりえた。一度はジョン・ベイリャルに敗れたものの、ジョンの敗戦・失脚（1296年）によって再び有力なロイダムナとなり、1306年正式に王として認められた。

### タニストリーの効果
タニストリーは王位継承にあたり家臣が意見を述べる場を保障した。合議が満場一致となる例はほとんどなかったものの、ひとたび選ばれれば次の王と認められた。タニストになった者は、自動的に王としての正統性を持つようになり、空位の後継者争いという不安定な状態を未然に防ぐことができた。さらに会議を行うことによって、それなりの「民意」が反映され、有力者たちは王位継承に納得した。
そのいっぽうで、王の存命中に次代が決められることにより、王の生命が脅かされる危険もあった。「現職」の王よりも次代の王のほうが望ましいと考える家臣・諸侯にとっては、現王が早死にしてくれるほうが望ましく、寿命の到来を人為的になしてしまおうとする者たちが続出した。特にスコットランド王室ではこうした事態が再三起こり、乳幼児がタニスト・王となる例が多かった。王からすれば反対派を刺激したり、強硬な政策によって臣下に反感をもたせると命が危ういことが自明の理で、したがって王権はしばしば有力諸侯・家臣の同意によって制限された。

## タニストリーのその後
17世紀初頭、ジェームズ6世によって、スコットランドのタニストリーは廃止された。アイルランドでもイングランドの支配強化、特に清教徒革命における革命戦争およびその後の植民地化によって、従来の法・慣習はなりを潜めていった。
タニストリーが形を変えて復活するのは、アイルランドが自治を取り戻してのちのことである。アイルランド自由国・アイルランド共和国では首相の職名はティーショク（Taoiseach）、副首相はトーニシュター（Tánaiste）である。